# Richard Mbulu
Richard Mbulu (Mangochi, 25 gennaio 1994) è un calciatore malawiano, attaccante del Costa do Sol e della nazionale malawiana.

## Carriera

### Club
Dopo aver giocato in patria con il MAFCO ha militato nella massima serie del Mozambico (che ha anche vinto nel 2019) e, per una stagione, nella terza divisione portoghese; dalla stagione 2019-2020 gioca invece nel Baroka, club della massima serie sudafricana.

### Nazionale
Il 10 giugno 2017 ha esordito con la nazionale malawiana, nella partita vinta per 1-0 contro le Comore. Il 4 settembre seguente ha segnato il suo primo gol in nazionale, decidendo la partita contro il Togo, vinta per 1-0. Nel marzo 2021 ha segnato il gol della vittoria casalinga per 1-0 contro l'Uganda, marcatura che ha consentito al Malawi di qualificarsi alla Coppa d'Africa 2021.

## Palmarès

### Club

#### Competizioni nazionali
- Campionato mozambicano: 1

Costa do Sol: 2019